# توطئه روز رستاخیز
توطئه روز رستاخیز (به انگلیسی: The Doomsday Conspiracy) نام رمانی است که توسط سیدنی شلدون نوشته شده است.